# Rosarno
Rosarno è un comune italiano di 14 471 abitanti della città metropolitana di Reggio Calabria, in Calabria. Corrisponde all'antica Medma, città della Magna Grecia.
Vertice dell'Omonima Piana di Rosarno, la cittadina, confinante con la provincia di Vibo Valentia, oltre ad essere uno snodo ferroviario ed autostradale di primaria importanza per l'intera provincia, è stata anche, grazie all'impegno dell'allora sindaco antimafia Giuseppe Lavorato, il primo Comune d'Italia a costituirsi parte civile in un processo antimafia (ottenendo risarcimento dei danni patrimoniali, morali e di immagine causati dai mafiosi) e uno dei primi a utilizzare per la collettività i beni confiscati alla 'Ndrangheta.

## Geografia fisica
Rosarno si trova su una collina che si affaccia come un balcone naturale sul porto di Gioia Tauro e sulla pianura circostante.
Comprende un vasto e fertilissimo territorio che ha per limiti a nord il fiume Mésima, ad est il fiume Metramo ed i primi contrafforti delle Serre calabresi, a sud il Comune di Gioia Tauro, ad occidente San Ferdinando (frazione di Rosarno fino al 1977). La cittadina è adagiata su una collina a 67 m. s.l.m., da cui domina la sottostante pianura, ricca di aranceti ed uliveti, ed il porto di Gioia Tauro, distante in linea d'aria appena 6 km.
Nel 2004 Rosarno ha ottenuto il titolo di città, conferitogli del Presidente della Repubblica, su proposta del Ministro dell'Interno. Tuttavia i servizi sono scarsi (l'ospedale costruito negli anni settanta non è mai stato inaugurato).
Il suo territorio (di cui 120 ettari sono parte del Piano Regolatore predisposto dall'ASI - Area Sviluppo Industriale - per gli insediamenti industriali) è la porta di ingresso terrestre (ferroviaria ed autostradale) al porto di Gioia Tauro ed alle aree destinate agli insediamenti produttivi.

### Clima
A Rosarno si riscontra un clima caldo e temperato, di tipo mediterraneo. Secondo la classificazione di Köppen-Geiger, il clima è stato classificato come Csa.
Come diverse zone della Calabria, il tratto di Piana intorno Rosarno presenta un microclima che si discosta dalla classificazione sopra citata. Dal punto di vista termico vi sono spunti continentali, caratterizzati da significanti, talvolta marcate, escursioni termiche giornaliere (differenza tra temperatura minima e massima giornaliera). Altra caratteristica è il verificarsi, durante fasi anticicloniche, delle inversioni termiche (crescita della temperatura all'aumentare dell'altitudine), maggiormente apprezzabili nelle zone poste in basso e vicino al Fiume Mesima.
Dal punto di vista pluviometrico, Rosarno sperimenta la maggior parte delle precipitazioni annue nel periodo autunnale e invernale. Il periodo più secco è l'estate. La distribuzione delle precipitazioni, meno irregolare che su altre aree della regione, è influenzata da vari fattori: il più importante è l'esposizione ad ovest sul versante tirrenico, più umido di quello ionico.
La ventilazione principale proviene dai quadranti occidentali che su Rosarno spira, sotto regime di brezza, durante le fasi stabili, sotto sostenuto ponente o maestrale nelle fasi perturbate. Frequente è anche la ventilazione da Sud-Est, corrispondente allo scirocco, meno invece dai restanti quadranti.

## Origini del nome
L'origine del nome Rosarno presenta diverse teorie, alcune legate a leggende locali e altre a interpretazioni storiche.
Una delle leggende più diffuse racconta che il nome deriverebbe da un monaco domenicano proveniente dalla Toscana. Egli avrebbe portato con sé una pianta di rose, raccolta lungo il fiume Arno, che piantò nei pressi del convento locale. Queste rose fiorirono rigogliosamente, dando origine a un grande roseto, da cui, secondo la tradizione, deriverebbe il nome "Rosarno," a indicare "rose dell'Arno."
Un'altra ipotesi si basa su antiche varianti dialettali e documenti medievali in cui la città è indicata come "Rozarni," "Rosaroni" o "Sarno." Questi nomi appaiono nei documenti storici del Medioevo, suggerendo un'origine più pragmatica legata alla toponomastica del territorio.

## Storia
Le origini di Rosarno sono da ricercare nell'antica colonia greca di Medma, fondata dai locresi alla fine del VI secolo a.C. La città scomparve nel II secolo d.C. ed il suo posto fu preso da Nicotera, città di probabile fondazione medmea.
In epoca medievale il toponimo si incontra per la prima volta nel 1037 in un documento napoletano. Ancora prima, i Monaci basiliani avevano eretto sulla collinetta chiamata Badia un monastero dedicato a Santa Maria del Rovito, di cui rimane, conservata nel Monastero Basiliano di Grottaferrata, una croce d'argento di origine bizantina con un'iscrizione che ne rivela la provenienza.
Dal XIV secolo il feudo di Rosarno fu oggetto di dispute fra nobili feudatari e la corona. Nel 1487 re Ferrante d'Aragona di Napoli, grato a Ludovico il Moro per l'aiuto ricevuto nella lotta contro la congiura dei baroni, gli concesse il principato di Rossano e le contee calabre di Borrello, Longobucco e Rosarno, che venivano ad aggiungersi al ducato di Bari, già in suo possesso dal 1479. Già a partire da allora ne fu altrettanto titolare la di lui moglie, Beatrice d'Este, nipote e figlia adottiva del re, per volontà dell'avo che gliela concedeva in moglie. Alla morte di quest'ultima, nel 1497, Ludovico (ormai duca di Milano) cedette Rosarno insieme all'intero ducato di Bari al loro secondogenito Sforza Francesco, ma questi non ne godette che fino al 1499, poiché a causa dell'imminente invasione francese del ducato di Milano e di una confusa e infruttuosa manovra politica del padre Ludovico, Rosarno con l'intero ducato di Bari fu occupato da Isabella d'Aragona, pur continuando a esserne titolare Francesco.

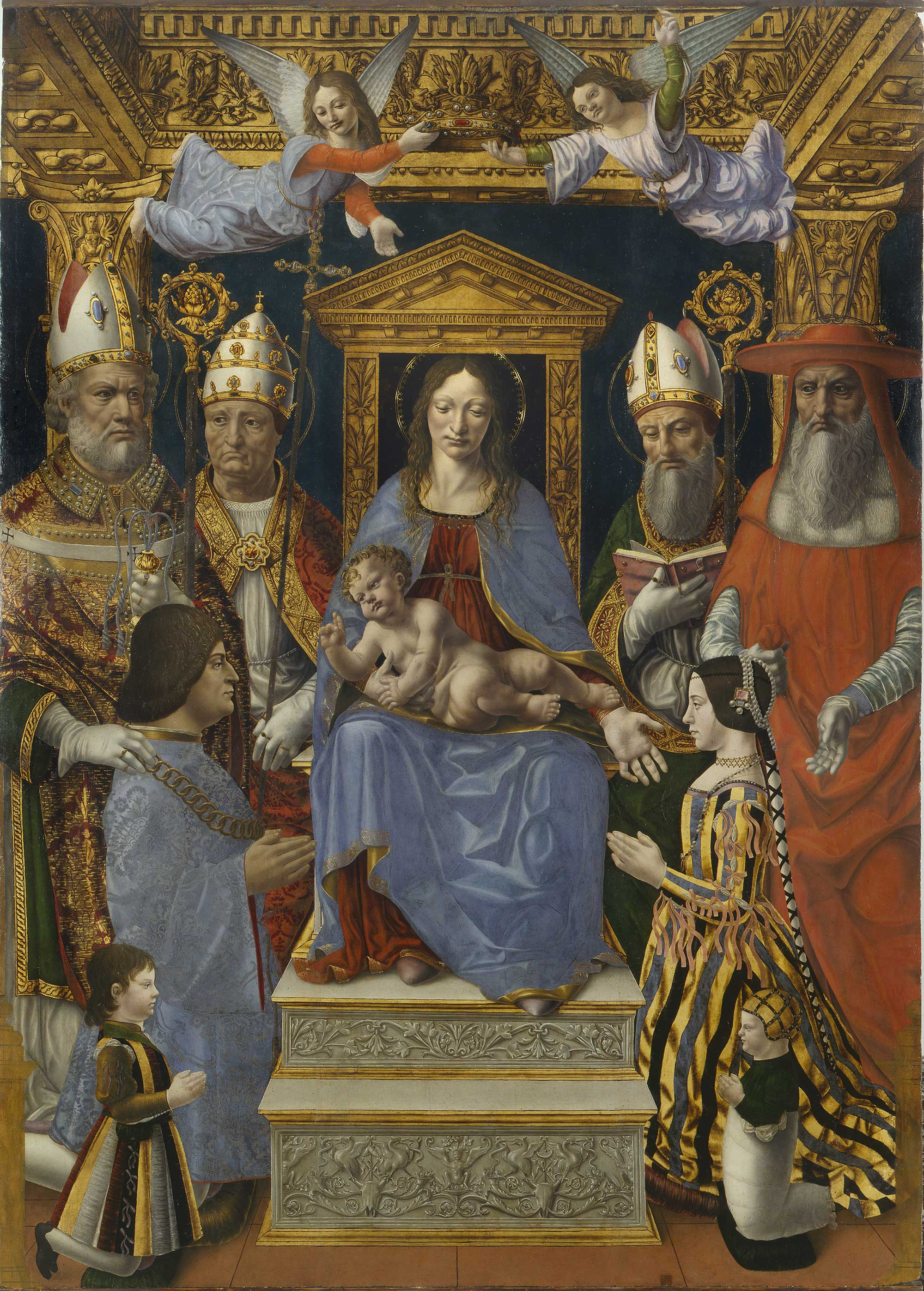
Ludovico il Moro e sua moglie Beatrice d'Este, duchi di Bari, nella Pala Sforzesca.

Agli inizi del XVI secolo, Ettore Pignatelli ricevette dal re Ferdinando il Cattolico il feudo, mantenuto dalla sua famiglia fino al 1806. Carlo III di Borbone vi trascorse una vacanza nel 1735 cacciando fra i boschi della zona conosciuti per la selvaggina abbondante e per le piante medicinali.
Il 5 febbraio 1783 la città fu rasa al suolo da un devastante terremoto che colpì l'intera Calabria causando oltre 60.000 vittime. Rosarno registrò la scomparsa di 203 abitanti, ma la conseguenza più grave fu di ordine geologico, con l'abbassamento della vallata del fiume Mesima. Lo sconvolgimento idrico che ne seguì comportò l'insorgere della malaria e lo spopolamento urbano, condizione attenuata dagli interventi del Marchese Vito Nunziante, generale del re Ferdinando di Borbone, che iniziò un'azione di bonifica che col tempo trasformò una zona paludosa in territorio fertile.
A cavallo del secolo, Rosarno fu il quartier generale del Cardinale Fabrizio Ruffo, che liberò la città dall'esercito francese occupante e che da lì si mise in contatto con re Ferdinando I, nel frattempo riparato a Palermo. Il successore Ferdinando II visitò la città nel 1833, subito dopo la sua incoronazione, ritornandovi vent'anni dopo e ricevendo nell'occasione un'accoglienza trionfale. Anche Giuseppe Garibaldi, durante la sua Spedizione dei Mille, sostò nel 1860 a Rosarno. Gli abitanti si prodigarono in favore dell'esercito di Garibaldi, e testimonianza degli eventi è fornita dal diario di viaggio dello scrittore-soldato francese Maxime Du Camp, al seguito della spedizione garibaldina.
Anche grazie alle operazioni di bonifica del territorio che si protrassero per decenni, Rosarno divenne un polo di attrazione economica e commerciale attirando migliaia di lavoratori dalla zona jonica e dal napoletano, favoriti dalla nuova linea ferroviaria che univa Eboli a Reggio Calabria e che, agli inizi del XX secolo, si segnalava per un traffico merci intenso. Una spinta verso l'evoluzione del settore agrario fu data dall'occupazione delle terre del Bosco nel 1945: centinaia di famiglie di contadini si insediarono nelle terre incolte dando luogo allo sviluppo di agrumeti e di oliveti.

### Scontri di Rosarno
Gli scontri di Rosarno furono violenti scontri a sfondo razziale avvenuti tra il 7 e il 9 gennaio 2010. Iniziati dopo il ferimento di due immigrati africani da parte di sconosciuti con una carabina ad aria compressa, in seguito si trasformarono in una rivolta urbana che ha visto contrapposti forze dell'ordine, cittadini e immigrati.

#### Antefatto
Negli anni 1950-1970 nella zona lavoravano molte raccoglitrici di olive, che si batterono per condizioni di vita migliori; ciò che rimane ora è un numero stimato di 5-7000 braccianti false che ricevono un'indennità di disoccupazione e altre forme di assistenza statale, che si somma ai contributi europei per l'agricoltura, ottenuti per produzioni inesistenti.
Negli anni d'apertura delle frontiere, la città di Rosarno vide ospitare i primi immigrati di provenienza centrafricana come braccianti a basso costo per l'agricoltura. Nel 2010 erano circa 1500 gli extracomunitari impiegati nella raccolta stagionale nella piana di Gioia Tauro, tutti alloggiati in stabilimenti industriali o agricoli abbandonati (come l'ex Opera Sila di Gioia Tauro e l'ex cartiera di San Ferdinando, sgomberata nel 2009), senza acqua, luce, gas, beni o servizi di alcun genere, a parte i pasti portati dalla Caritas.
In un contesto misto a immigrazione clandestina e presenza della 'ndrangheta, le tensioni tra immigrati e abitanti locali diventarono sempre più pesanti nel corso del tempo.
Una prima marcia di protesta della comunità africana si era svolta nel dicembre 2008, dopo che uno sconosciuto aveva fatto fuoco su alcuni immigrati residenti in una fabbrica fatiscente ferendo gravemente un ventunenne ivoriano. In quel caso la risposta degli immigrati fu pacifica, e un consistente numero di africani attraversò le strade rosarnesi per chiedere il miglioramento delle condizioni di vita.

#### Gennaio 2010
Il pomeriggio del 7 gennaio 2010, alcuni sconosciuti spararono diversi colpi con un'arma ad aria compressa su tre immigrati di ritorno dai campi (per la precisione, un giovane marocchino, un ivoriano e un rifugiato politico del Togo con regolare permesso di soggiorno).
La sera stessa del ferimento, un primo consistente gruppo di africani protestò violentemente per l'accaduto scontrandosi con le forze dell'ordine. Il giorno seguente la reazione si fece più feroce e più di 2000 immigrati marciarono su Rosarno ingaggiando diversi scontri con la polizia. Dopo che le tensioni salirono a causa di attacchi a negozi e automobili, la protesta degli immigrati scatenò una risposta altrettanto accesa da parte dei rosarnesi, i quali armati di mazze e bastoni formarono ronde autonome ferendo gravemente diversi africani.
Due giorni dopo gli scontri, il numero dei feriti era di 53 persone, divisi tra: 18 poliziotti, 14 rosarnesi e 21 immigrati, otto dei quali ricoverati in ospedale.
Nei giorni seguenti si verificarono diversi agguati di africani a rosarnesi e viceversa, spedizioni punitive e gambizzazioni contro gli immigrati, dall'incendio di alcune automobili di loro proprietà fino ad arrivare all'appiccamento di un fuoco in un capannone di ritrovo per i migranti.
Infine le forze dell'ordine riuscirono a riportare la calma tra ambedue le parti. Per evitare l'insorgere futuro di ulteriori tensioni, la maggior parte degli immigrati fu trasferito in altri luoghi, tra cui i Cpt/Cie (Centri di identificazione ed espulsione) di Crotone e Bari, e la loro partenza fu applaudita e acclamata dagli abitanti di Rosarno.

#### Implicazioni della 'ndrangheta
Qualche tempo dopo gli scontri, la magistratura iniziò a indagare circa la possibilità che alcune cosche mafiose calabresi potessero aver avuto interessi a far scoppiare gli scontri oppure che li avessero sostenuti per ottenere consenso popolare. 
Le 'ndrine presenti sul territorio rosarnese sono due: Bellocco e Pesce (esse influiscono sulle varie attività economiche della cittadina e del comune limitrofo di San Ferdinando, taglieggiando le industrie, controllando il porto di Gioia Tauro, il traffico internazionale di droga e gestendo gli appalti come quello per l'ammodernamento dell'autostrada Salerno-Reggio Calabria).
Nei giorni degli scontri la polizia arrestò Antonio Bellocco, esponente dell'omonima famiglia, perché investì con la propria auto alcuni immigrati e reagì caldamente al tentativo di blocco delle forze dell'ordine. Il 12 gennaio, un'operazione parallela gli scontri portò all'arresto di diversi membri del clan Bellocco nel centro della città di Rosarno.

#### Reazioni
Dopo gli attacchi, Roberto Maroni, ministro dell'Interno ed esponente di spicco della Lega Nord, dichiarò come la rivolta fosse il risultato di una politica di forte tolleranza verso l'immigrazione clandestina.
Il parroco di Rosarno, don Carmelo Ascone, criticò apertamente i fatti accaduti e la situazione di disagio e disperazione in cui vivevano gli immigrati. 
L'Organizzazione Internazionale per le Migrazioni giudicò la sommossa razziale uno dei peggiori fatti accaduti nella recente storia italiana.
Aboul Gheit, ministro degli esteri egiziano, il 12 gennaio denunciò in un suo comunicato l'esistenza di una campagna di aggressione contro gli «immigrati e dalle minoranze arabe e musulmane in Italia», chiedendo al governo italiano di «prendere le misure necessarie per la protezione delle minoranze e degli immigrati».
L'Economist pubblicò un articolo contestando il comportamento della Nazione a fronte di quella definita come «una pulizia etnica di una velocità, una cattiveria e una completezza balcaniche» al cui fondo non ci sarebbe stata però intolleranza razziale ma il disagio socioeconomico del territorio, accennando all'indigenza del Meridione in generale che, influenzato pesantemente dal crimine organizzato e lo scarso sviluppo economico, avrebbe perso la sfida di coesione portata dalla globalizzazione.

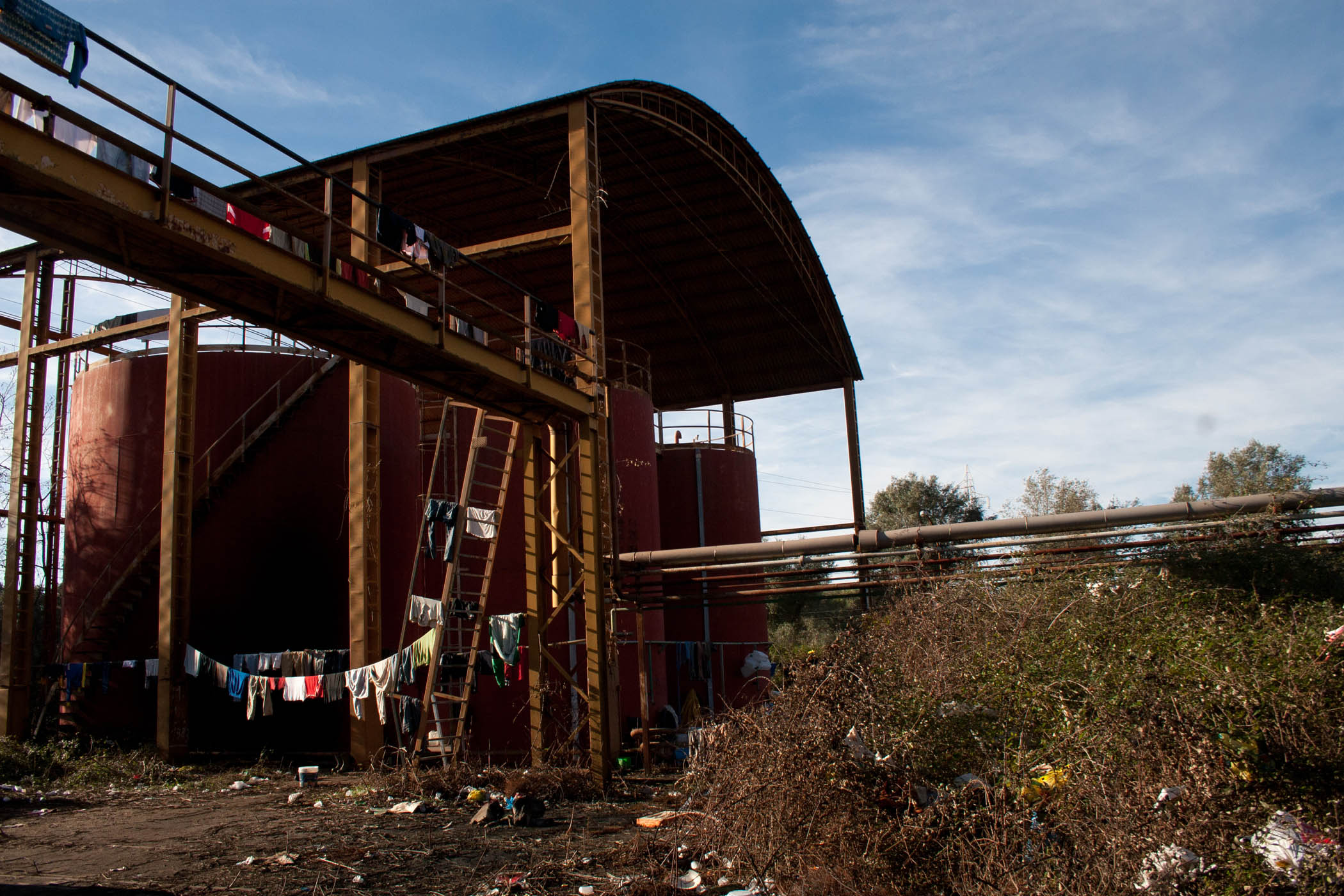
Fino agli scontri del 7 gennaio 2010 l'ESAC, ex Opera Sila, ARSSA era lo stabilimento diventato la più grande baraccopoli per i lavoratori stagionali delle campagne tra Rosarno e Gioia Tauro. Questo "ruolo" era prima affidato alla Cartiera, andata però in fumo e poi murata nell'agosto del 2009. Le condizioni di vita degli abitanti erano pessime. Secondo Medici Senza Frontiere, che per anni hanno seguito i lavoratori stagionali in Calabria, gli africani arrivavano qui in buone condizioni di salute per poi ammalarsi qui cronicamente.

Le critiche più pesanti furono però rivolte dall'ONU, la quale chiarì in una relazione realizzata appositamente per valutare la situazione che in Italia sarebbero presenti seri problemi di razzismo e violenza per i quali le istituzioni dovrebbero rispondere garantendo pieno rispetto delle leggi sull'immigrazione, sui diritti umani e politiche d'integrazione.
L'ex Sindaco antimafia di Rosarno Giuseppe Lavorato in merito alla rivolta dei migranti ha osservato che bisogna:... assicurare il giusto reddito all'agricoltore, il legittimo salario al bracciante italiano o straniero, un equo prezzo al cittadino consumatore.

### Scioglimento del consiglio comunale
Nel 1992 e nel 2008 il consiglio comunale di Rosarno è stato sciolto per infiltrazioni mafiose con decreto del presidente della Repubblica (d.lgs. 267/2000 art.143); le indagini hanno riscontrato l'inquinamento della pubblica amministrazione causato principalmente dalla 'ndrina dei Pesce grazie ai collegamenti diretti e indiretti con alcuni amministratori locali e alcuni dipendenti comunali infatti la relazione del Ministero dell'interno dichiara:la criminalità organizzata si è in modo preponderante inserita negli organismi comunali, facendo eleggere componenti delle varie "famiglie" che, in quanto tali, non possono essere condizionati nel loro operato con la conseguenza che l'interesse della criminalità organizzata è prevalente su quello pubblico.

## Monumenti e luoghi d'interesse
Beni artistici e culturali della città:

### Architetture religiose
- Chiesa di San Domenico, ora detta “Chiesa del Rosario”, annessa al distrutto Convento dei Padri Domenicani Predicatori, fondato nel 1526 col nome di “Santa Maria del Soccorso. Il Convento ospitò fra' Girolamo Musitano, uno dei più dotti teologi del XVII sec., autore delle “Teologicarum Disputationum”. Unica testimonianza dell'antico Monastero, distrutto dal terremoto del 1783, è l'attuale Chiesa del Rosario, l'antica cappella dei frati, ad unica navata. L'altare maggiore in marmo finemente lavorato, è dedicato alla Vergine del Rosario, negli stipi laterali sono conservate le statue di San Rocco e della Madonna del Rosario. La Chiesa ospita altre due sacre effigi: di S. Rita e S. Michele. Un prezioso medaglione in marmo raffigurante Pio V è alloggiato sotto l'altare moderno. La volta della Chiesa è stata affrescata nel 1926 da Zimatore Grillo. Sotto il pavimento si conservano ancora le fosse sepolcrali. Dal XVIII secolo opera la Confraternita del Rosario.
- Chiesa Matrice o di San Giovanni Battista, protettore della città. Ora Santuario Maria SS. di Patmos. Con un decreto di mons. Domenico Crusco, Amministratore Apostolico della Diocesi di Oppido-Palmi, su richiesta del parroco don Pino Varrà, la Chiesa Parrocchiale di San Giovanni Battista è stata elevata a Santuario Diocesano in onore di Maria SS. di Patmos Non si conosce l'anno di costruzione. Ma esisteva certamente nel 1540. In quell'anno, e precisamente il 12 luglio, è presente nel Registro Vaticano. Distrutta dal terremoto del 1783, fu ricostruita. Venne abbattuta nel 1929 e riedificata sullo stesso sito, ma in posizione migliore. Nell'attuale edificio, provenienti dal vecchio, si conservano un pregevole quadro ad olio raffigurante la Madonna con Gesù e San Giovanni fanciullo, che gli esperti fanno risalire al XVI secolo, di pittore ignoto. La Chiesa, a tre navate, ha altrettanti altari: su quello maggiore troneggia la statua della Madonna di Patmos, rifacimento della statua lignea, distrutta da un incendio, rinvenuta sul lido di Rosarno nel 1400 proveniente da un Monastero dell'isoletta greca, dopo che i Monaci l'affidarono alle onde per sottrarla alla furia degli iconoclasti musulmani; quello di sinistra è dedicato al Sacro Cuore, mentre a destra si trova l'altare della Sacra Famiglia. Piccoli altari sulle pareti laterali ospitano le statue di S. Giovanni Battista, di Santa Teresa, della Vergine del Carmelo, di San Francesco e di Sant'Antonio di Padova. Si conservano ancora oggi le insigni reliquie di S. Costanza, Vergine e Martire, di San Bonifacio e Vittoria. Una lapide marmorea del XVIII sec. attesta la presenza in Rosarno della nobile famiglia Grimaldi di Monaco.
- Chiesa del Purgatorio. Nel 1698 appare nel registro parrocchiale anche come “Chiesa dei morti”, o “della Santissima Trinità”. Il culto per le “anime sante del Purgatorio” è antico ed è testimoniato da un'iscrizione sulla campana grande del 1649. Un quadro collocato sopra l'altare di epoca più recente attesta la grande devozione dei rosarnesi per le anime purganti. Venne inviato dall'Argentina nel 1903 da un tale Juan Rodolico, emigrato, e rappresenta le sofferenze dei defunti destinati al Purgatorio, con le mani tese verso l'alto, dove sta ad attenderle Dio, Bene Supremo. Il gioiello più prezioso di questa Chiesetta (già distrutta dal terremoto del 1783, e nuovamente danneggiata da quello del 1894, fu ricostruita l'anno successivo) è un crocefisso ligneo di pregevole fattura, di autore ignoto, e risalente probabilmente al XVII secolo. Nella Chiesa si trovano: la Varetta con Cristo deposto dalla Croce e la statua di Cristo Redento, protagoniste della Settimana santa (caratterizzata dalla famosa “Affruntata”, l'incontro nella piazza principale della città, domenica di Pasqua, con la partecipazione di migliaia di fedeli, della Madonna con il Figlio risorto), ed una statua di S. Antonio Abate.
- Chiesa dell'Immacolata. L'antica Chiesa dell'Immacolata, costruita sul finire del XVII sec., era ubicata nell'attuale Piazza Duomo. Venne abbattuta nel 1942 assieme a numerose abitazioni adiacenti per fare posto al monumentale Edificio Scolastico. Nei primi anni cinquanta, a cura della famiglia dei Baroni Paparatti, in contrada Gallo, in prossimità della collina Barbalace e a pochi metri da via Roma, fu costruita l'attuale chiesetta che porta l'antico nome. In essa si conserva una bella statua della Vergine Immacolata, con indosso un prezioso vestito di seta turchina ricamato in oro, appartenente, si dice, alla principessa Mastrilli. Nelle piccole nicchie laterali sono collocate le statue di S. Lucia, S. Nicola, S. Alfonso, San Giuseppe. Delle due campane superstiti la più antica è la più piccola, fatta fondere nel 1701.
- Chiesa dell'Addolorata. Fondata come Chiesa filiale della Parrocchia S. Giovanni Battista, venne ospitata in una piccola baracca, alla periferia del Rione Case Nuove, di recente formazione. Venne ingrandita nel 1930 per fare fronte alle necessità di un quartiere che andava di anno in anno espandendosi. L'attuale edificio venne costruito nel 1939. Elevata a parrocchia nel 1953, divenne centro di promozione umana e religiosa in un quartiere abitato in prevalenza da contadini e proletari, grazie all'opera instancabile di don Peppino Gagliardi. Dal gennaio 1984 è retta da don Carmelo Ascone, a cui va ascritto il merito di avere intrapreso nel corso degli anni un'accurata opera di abbellimento artistico. Al suo interno si trovano le statue dell'Addolorata e dei SS. Cosma e Damiano, oggetto di culto particolarmente sentito da parte dei fedeli.

### Architetture civili
- La Torre dell'Orologio. Ubicata nella Piazzetta San Giovanni Bosco, venne edificata nel 1812 dall'Amministrazione Comunale, sindaco Fortunato Laghani. Collocata in una posizione felice per fare da sfondo alla via principale, ora Corso Garibaldi, rappresenta il simbolo della città.
- Edificio Scolastico "E. Marvasi". Intitolato al poeta rosarnese Enzo Marvasi, è ubicato nel centro storico di Rosarno, sulla piazza principale della città. L'edificio è stato progettato dal famoso architetto e urbanista italiano Marcello Piacentini nel 1936, inaugurato il 4 novembre 1939, costituisce un caratteristico esempio dell'architettura dell'epoca fascista. La struttura comprende: piano terra, primo piano e un piano posto a livello della sede stradale di via Leonardo Megna. Gli androni, le scale, i corridoi e le aule sono ampi e proporzionati alla volumetria dell'intera struttura.
- Museo archeologico di Medma. Ubicato nella piazzetta "Filippo di Medma" è stato inaugurato il 6 aprile 2014 alla presenza di Salvatore Settis, archeologo e studioso di fama mondiale, che iniziò la sua carriera proprio qui, nella sua città d'origine. I primi scavi nell'odierna Rosarno risalgono a cento anni fa, quando l'archeologo Paolo Orsi riportò alla luce le testimonianze di questo significativo centro della Magna Grecia. Diversi oggetti rinvenuti durante le campagne di inizio '900 sono oggi esposti presso importanti istituzioni, tra cui il Museo Archeologico di Reggio Calabria e il British Museum di Londra. Alcuni di essi, tra cui diversi ex voto legati al culto di Afrodite e di Atena, sono finalmente tornati nel loro luogo d'origine[31].
- Museo della civiltà contadina, delle tradizioni popolari e dell'emigrazione. Ubicato all'interno del Parco Archeologico di Medma (Piano delle Vigne).

### Siti archeologici
- Parco Archeologico dell'Antica Medma. Ubicato in viale della Pace - Piano delle Vigne.

## Società

### Evoluzione demografica
Abitanti censiti

Secondo un rapporto di Medici Senza Frontiere, Rosarno ospita più di 5000 immigrati, 23 diverse nazionalità, tra extra-comunitari e comunitari, che ne fanno la terza zona d'Italia ad alta densità di stranieri in rapporto alla popolazione residente, dopo Napoli e Foggia.

### Etnie e minoranze straniere
Secondo le statistiche ISTAT al 1º gennaio 2014 la popolazione straniera residente nel comune era di 725 persone, pari al 4,6% della popolazione.
Le nazionalità maggiormente rappresentate in base alla loro percentuale sul totale della popolazione residente erano al 2013:
- Romania 163
- Bulgaria 97
- Ucraina 91
- Marocco 58
- Moldavia 22
- Cina 20

## Cultura

### Eventi
- Fiera di gennaio (secondo mercoledì di gennaio, piazza Valarioti);
- Sagra della zagara (aprile), con la presentazione di vari prodotti (dall'agrume al prodotto finito);
- Festa del patrono San Giovanni Battista (24 giugno);
- Festa SS Cosma e Damiano (luglio);
- Festa San Rocco (luglio);
- Sagra della Massaia (agosto);
- Rassegna-Festival nazionale del Teatro amatoriale (agosto);
- Palio dei Rioni - Corteo storico (agosto);
- Magna Graecia Teatro Festival (agosto);
- Mercato (il sabato, piazza Valarioti);
- Premio Nazionale "Valarioti-Impastato", concesso all'impegno antimafia e a quello sociale di enti, personaggi e istituzioni;
- Festa dei Popoli, manifestazione socio-culturale e canora nata con lo scopo di sensibilizzare le popolazioni locali verso il fenomeno migranti. (7 gennaio);
- Rassegna Teatrale estiva "Nuovamente Teatro Popularia" (luglio).

## Infrastrutture e trasporti

### Strade
Rosarno è collegata con l'autostrada A2 Salerno-Reggio Calabria, tramite l'omonimo svincolo. Inoltre è servita dalla SS18 mentre la SS682 Jonio-Tirreno che inizia dallo svincolo autostradale, permette di raggiungere i paesi della Locride tramite una lunga galleria di valico della Limina.

### Ferrovie
Rosarno è servita dalla stazione omonima posta sulla ferrovia Tirrenica Meridionale.

## Amministrazione
| Periodo          | Periodo          | Primo cittadino                                       | Partito                            | Carica                    | Note                 |
| ---------------- | ---------------- | ----------------------------------------------------- | ---------------------------------- | ------------------------- | -------------------- |
| 12 agosto 1988   | 8 luglio 1989    | Giuseppe Vincenzo Lacquaniti                          | Democrazia Cristiana               | Sindaco                   | [ 35 ]               |
| 28 dicembre 1989 | 3 gennaio 1991   | Giuseppe Vincenzo Lacquaniti                          | Democrazia Cristiana               | Sindaco                   | [ 35 ] [ 36 ]        |
| 3 gennaio 1991   | 28 gennaio 1992  | Vincenzo Benedetto                                    | Lista civica                       | Sindaco                   | [ 37 ]               |
| 28 gennaio 1992  | 16 marzo 1992    | Buda Caridi Quintino                                  |                                    | Commissari straordinari   | [ 38 ]               |
| 16 marzo 1992    | 22 novembre 1993 | Buda Caridi Occhiuto                                  |                                    | Commissari straordinari   | [ 39 ]               |
| 6 dicembre 1993  | 25 luglio 1994   | Angela Rosa Larosa                                    | Indipendente                       | Sindaco                   | [ 40 ] [ 41 ]        |
| 25 luglio 1994   | 21 novembre 1994 | Giuseppe Priolo                                       |                                    | Commissario straordinario | [ 42 ]               |
| 22 novembre 1994 | 30 novembre 1998 | Giuseppe Maria Augusto Lavorato                       | Partito Democratico della Sinistra | Sindaco                   | [ 43 ]               |
| 30 novembre 1998 | 8 luglio 2003    | Giuseppe Maria Augusto Lavorato                       | Lista civica di centro-sinistra    | Sindaco                   | [ 44 ]               |
| 8 luglio 2003    | 3 novembre 2005  | Giacomo Francesco Saccomanno                          | Lista civica di centro-destra      | Sindaco                   | [ 45 ] [ 46 ]        |
| 3 novembre 2005  | 24 febbraio 2006 | Maria Stefania Caracciolo                             |                                    | Commissario straordinario | [ 47 ]               |
| 24 febbraio 2006 | 13 giugno 2006   | Maria Adele Maio                                      |                                    | Commissario straordinario | [ 48 ]               |
| 13 giugno 2006   | 15 dicembre 2008 | Carlo Martelli                                        | Lista civica di centro-destra      | Sindaco                   | [ 49 ] [ 50 ]        |
| 15 dicembre 2008 | 29 gennaio 2010  | Domenico Bagnato Francesco Campolo Rosario Fusaro     |                                    | Commissari straordinari   | [ 51 ] [ 52 ] [ 53 ] |
| 29 gennaio 2010  | 14 dicembre 2010 | Domenico Bagnato Francesco Campolo Rosario Fusaro     |                                    | Commissari straordinari   | [ 54 ] [ 55 ] [ 56 ] |
| 14 dicembre 2010 | 5 giugno 2015    | Elisabetta Rosa Tripodi                               | Lista civica di centro-sinistra    | Sindaco                   | [ 57 ] [ 58 ]        |
| 5 giugno 2015    | 19 giugno 2015   | Filippo Romano                                        |                                    | Commissario prefettizio   | [ 59 ]               |
| 19 giugno 2015   | 7 giugno 2016    | Filippo Romano                                        |                                    | Commissario straordinario | [ 60 ]               |
| 7 giugno 2016    | 16 febbraio 2021 | Giuseppe Idà                                          | Lista civica                       | Sindaco                   | [ 62 ] [ 63 ]        |
| 16 febbraio 2021 | 23 febbraio 2021 | Antonio Reppucci                                      |                                    | Commissario prefettizio   | [ 64 ]               |
| 23 febbraio 2021 | 30 agosto 2021   | Antonio Reppucci                                      |                                    | Commissario straordinario | [ 65 ]               |
| 30 agosto 2021   | 23 ottobre 2023  | Emilio Saverio Buda Antonio Giannelli Roberta Mancuso |                                    | Commissione straordinaria | [ 66 ] [ 67 ] [ 68 ] |
| 23 ottobre 2023  | in carica        | Pasquale Cutrì                                        | Lista civica                       | Sindaco                   |                      |

## Sport

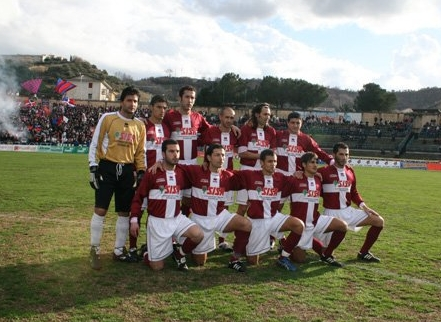
Associazione Calcio Rosarnese

### Squadre di calcio
- Associazione Calcio Rosarnese, ultimo campionato di Serie D, girone I 2009-2010, dopo il fallimento l'erede calcistica è la Virtus Rosarno che milita nel campionato di Promozione 2024-2025.
- ASD Rosarnese, milita nel campionato di Prima Categoria (girone C).
- Squadra di calcio a 5 Futsal Rosarno C5 milita nel campionato di Serie C2 regionale dopo il fallimento nel 2010 della San Giuseppe Rosarno, arrivata a disputare il campionato nazionale di Serie B nella stagione 2007-08.

### Squadre di basket
- A.S.DIL Basket Rosarno 2000, militante nel campionato di promozione della Calabria

### Squadre di pallavolo
- VolleyTime Rosarno

### Impianti sportivi
- Stadio "Giovanni Paolo II" prima struttura in onore di papa Giovanni Paolo II dopo la morte.[senza fonte]
- Palazzetto dello sport comunale - "Palafamurro"